# Edgars Bergs
Edgars Bergs (15. september 1984) er en lettisk atlet i F35-klassen, hvilket betyder, at han har et bevægelseshandicap med god funktionel styrke og minimale problemer med kontrol i de øvre lemmer. Benytter ikke kørestol, og benytter muligvis/muligvis ikke hjælpemidler.
Bergs har praktiseret sport siden 2000, og allerede ved Sommer-Paralympiske Lege i 2004 i Athen vandt han to medaljer – en bronzemedalje i diskoskast og en sølvmedalje i kuglestød. Under Sommer-Paralympiske Lege i 2008 i Beijing blev det til en sølvmedalje i kuglestød.
Edgars Bergs er siden den 14. oktober 2008 Kavaler af Trestjerneordenen, en orden han fik overrakt af Letlands præsident Valdis Zatlers på Riga Slot den 11. november 2008.